# Lijst van voetbalinterlands Australië - Griekenland
Deze lijst van voetbalinterlands is een overzicht van alle officiële voetbalwedstrijden tussen de nationale teams van Australië en Griekenland. De landen speelden tot op heden elf keer tegen elkaar. De eerste ontmoeting, een vriendschappelijke wedstrijd, werd gespeeld in Sydney op 20 juli 1969. Het laatste duel, eveneens een vriendschappelijke wedstrijd, vond plaats in Melbourne op 7 juni 2016.

## Wedstrijden
| №  | Plaats    | Datum            | Competitie        | Wedstrijd               | Uitslag |
| -- | --------- | ---------------- | ----------------- | ----------------------- | ------- |
| 1  | Sydney    | 20 juli 1969     | Vriendschappelijk | Australië – Griekenland | 1 – 0   |
| 2  | Brisbane  | 23 juli 1969     | Vriendschappelijk | Australië – Griekenland | 2 – 2   |
| 3  | Melbourne | 27 juli 1969     | Vriendschappelijk | Australië – Griekenland | 0 – 2   |
| 4  | Athene    | 17 november 1970 | Vriendschappelijk | Griekenland – Australië | 1 – 3   |
| 5  | Melbourne | 11 juni 1978     | Vriendschappelijk | Australië – Griekenland | 1 – 2   |
| 6  | Adelaide  | 14 juni 1978     | Vriendschappelijk | Australië – Griekenland | 0 – 1   |
| 7  | Sydney    | 18 juni 1978     | Vriendschappelijk | Australië – Griekenland | 1 – 1   |
| 8  | Athene    | 11 november 1980 | Vriendschappelijk | Griekenland – Australië | 3 – 3   |
| 9  | Melbourne | 25 mei 2006      | Vriendschappelijk | Australië – Griekenland | 1 – 0   |
| 10 | Sydney    | 4 juni 2016      | Vriendschappelijk | Australië – Griekenland | 1 – 0   |
| 11 | Melbourne | 7 juni 2016      | Vriendschappelijk | Australië – Griekenland | 1 – 2   |

## Samenvatting
| Competitie        | Totaal gespeeld | Winst Australië | Gelijk | Winst Griekenland | Doelsaldo Australië – Griekenland |
| ----------------- | --------------- | --------------- | ------ | ----------------- | --------------------------------- |
| Vriendschappelijk | 11              | 4               | 3      | 4                 | 14 − 14                           |
| Totaal            | 11              | 4               | 3      | 4                 | 14 − 14                           |

Wedstrijden bepaald door strafschoppen worden, in lijn met de FIFA, als een gelijkspel gerekend.

## Details

### Tiende ontmoeting
| Vriendschappelijk (Sydney, Australië, 4 juni 2016):        |       |             |
| Australië                                                  | 1 – 0 | Griekenland |
| Mathew Leckie 90+3'                                        | goals |             |
| - Debuut van Tasos Bakasetas (Panionios) voor Griekenland. |       |             |

### Elfde ontmoeting
| Vriendschappelijk (Melbourne, Australië, 7 juni 2016): |       |                                         |
| Australië                                              | 1 – 2 | Griekenland                             |
| Trent Sainsbury 58'                                    | goals | 8' Petros Mantalos 20' Giannis Maniatis |